# Tigres de Aragua
Los Tigres de Aragua son un equipo de béisbol venezolano perteneciente a la Liga Venezolana de Béisbol Profesional desde la temporada 1965-1966. Su sede es el Estadio José Pérez Colmenares, ubicado en la ciudad de Maracay, Venezuela. El equipo toma su nombre del significado del vocablo que da nombre a la ciudad de Maracay, que en la lengua de los indios caribes significa tigre.
Durante los torneos regulares de la liga, disputan rivalidades en las series bautizadas como: "los rivales del centro" contra los Navegantes del Magallanes (cuya sede está en la vecina ciudad de Valencia), y la denominada "duelo de felinos" contra el equipo de la capital, Leones del Caracas.

## Historia
La afición aragüeña se vio favorecida con la expansión de la liga en la temporada 1965-1966, por la inclusión de su propio equipo. La franquicia ingresó junto a Cardenales de Lara, para ampliar el circuito a seis equipos y fue conducida en su año de estreno por José Antonio Casanova, estratega que dirigió exitosamente con anterioridad a los conjuntos Cervecería Caracas y Tiburones de La Guaira. Lamentablemente, Casanova no contó con respaldo suficiente del material nativo en la primera temporada, y finalizó en la última casilla al ganar solamente 18 de los sesenta encuentros programados en el calendario regular.
En su tercera campaña en la liga y con el cubano Wilfredo Calviño en el cargo de mánager, los Tigres logran su primera clasificación al ocupar el tercer puesto en la eliminatoria con marca de 30-30. No obstante esta mejoría, las ilusiones de los fanáticos se desvanecieron cuando el equipo perdió la final en partido extra contra Leones del Caracas por 5 carreras a 3.
El primer título llegaría en la séptima temporada de su historial, la 1971-1972. Los Tigres contaban con una gran plantilla que incluía piezas como Rod Carew, David Concepción, Brant Alyea y el lanzador Roberto Muñoz en plan estelar. El ex bigleaguer panameño, miembro del Salón de la Fama del Béisbol, reemplazó a Vernon Rapp en el cargo de piloto, y ganó el campeonato de bateo con promedio de.355. Solamente Concepción bateó para promedio de .409 en la semifinal; Alyea fue líder en jonrones (12), remolcadas (36) y anotadas (42) de la eliminatoria, y Muñoz encabezó el departamento de rescates con 11 en 27 apariciones, e intervino en todos los partidos de la final contra Tiburones de La Guaira.
Los Tigres brillaron en la década de 1970 con otros dos títulos, al ganar consecutivamente las temporadas 1974-1975 y 1975-1976. En ambas ocasiones, con el dominicano Ozzie Virgil como su mánager. En la primera de ellas, vencieron en la final a los Navegantes del Magallanes en seis partidos, con Concepción, Muñoz, Lyman Bostock, y el serpentinero Milt Wilcox como principales soportes. Para la 1975-1976, clasificaron en el tercer lugar, al finalizar la ronda regular con marca de 31-33, barriendo luego a Llaneros de Portuguesa en cuatro juegos en la ronda semifinal, y superando a Cardenales de Lara en siete encuentros de la etapa decisiva con grandes aportes de Faustino Zabala, Duane Kuiper, Enos Cabell, Bostock, Concepción, Adrian Garrett, Teolindo Acosta, y los lanzadores Pat Zachry, Gary Lavelle, Bill Campbell y Muñoz. 
Durante la década de 1980, ya sin poder contar con la legendaria figura de David Concepción, los Tigres tuvieron un desempeño irregular. Aun cuando algunos de sus jugadores se desempeñaron extraordinariamente a nivel individual, el rendimiento colectivo del equipo no fue suficiente para lograr otro título, pese a haber alcanzado la instancia final en 1985 (contra La Guaira), 1988 (contra Caracas), 1989 y 1992 (ambas contra Águilas del Zulia). En la década de 1990 la merma productiva se acentuó; si bien los felinos aragüeños lograron clasificarse a semifinales en contadas ocasiones, fallaron en todas ellas, en alcanzar la serie final (en 1996 estuvieron muy cerca, mas quedaron eliminados por un juego de diferencia por debajo de Magallanes, a la postre campeón de esa temporada al derrotar a Cardenales). En las temporadas 1992-93 y 1993-94 quedaron fuera del Round Robin a pesar de lograr récord positivo (31-29 y 32-28, respectivamente) por un juego de diferencia por debajo de las Águilas del Zulia (campeón esa temporada) y Cardenales de Lara, respectivamente. En la temporada 1994-95, de la mano de Grady Little, clasifican al Round Robin semifinal, mas quedan eliminados de esta instancia al dejar foja de 3-9 mientras que Águilas, Leones y Navegantes se dilucidaban el cupo a la final tras un triple empate en el primer lugar con récord de 7-5. En la temporada 1998-99, luego de quedar empatado con las Águilas del Zulia y Tiburones de la Guaira, Aragua jugó una jornada extraordinaria para clasificar a la semifinal, con los aragüeños venciendo al conjunto litoral en el primer juego, pero quedando fuera de la final. En las temporadas 1999-00 y 2000-01, el equipo quedó eliminado en la ronda regular. 
Tal situación, se mantuvo hasta la temporada 2001-2002, cuando los Tigres logran disputar su primera final en 10 años, perdiendo contra Magallanes. En aquella oportunidad fueron comandados por Bill Plummer (conocido por la afición al coronar campeón a los Leones del Caracas en la temporada 1986-87). Al finalizar la misma, en el periodo de receso, es cuando la directiva del equipo decide hacerse con los servicios del mánager Buddy Bailey, para dirigir las riendas del equipo desde la 2002-2003, decisión que marcó un hito, y repercutió de manera decisiva en el desempeño del equipo desde ese momento.
La temporada 2003-2004 marcó un hito ya que los bengalíes finalmente lograrían su cuarto gallardete y el primero luego de 27 años de sequía frente a los Caribes de Oriente (quienes incidentalmente accedían a una final por primera vez en su historia) a quienes vencieron 4-2 en su feudo (el estadio Alfonso "Chico" Carrasquel de Puerto La Cruz).
Durante los siguientes años y siempre guiados por Bailey, los Tigres de Aragua ejercerían un verdadero dominio en la Liga Venezolana de Béisbol Profesional, al disputar seis finales de manera consecutiva, consiguiendo el título en cinco de ellas (ver Títulos Tigres de Aragua), y obteniendo así el derecho a representar a la liga en la Serie del Caribe, torneo que finalmente se adjudicaron en la edición de 2009. De esta generación destacan jugadores de la talla de Miguel Cabrera, Ronny Cedeño, Martín Prado, Luis Maza, y Francisco Buttó.
Durante la temporada 2009-2010, el equipo resulta eliminado en la ronda regular, poniendo fin a una racha consecutiva de siete temporadas clasificando a la ronda semifinal (la 2002-2003 fue interrumpida cuando los Tigres lideraban cómodamente la tabla de clasificación). No obstante, el equipo reacciona, y en la temporada 2010-2011 logra clasificarse por decimosexta ocasión a una final pero termina cayendo ante Caribes de Anzoátegui en 7 juegos, dejando su balance (hasta 2011) en 8 títulos por igual número de subcampeonatos. Debido a este extraordinario rendimiento en la primera década del nuevo milenio (e incluso más allá), el equipo ha adherido una nueva generación de fanáticos, quienes suelen llamar por ello a su equipo como el "equipo de la década".
En la temporada 2011-2012 Tigres de Aragua a pesar de las vicisitudes fuera del juego sufridas por el equipo, como: el secuestro de Wilson Ramos, y el fallecimiento de Rosman García en un accidente, que por momentos se creyó afectarían a la organización, pero esto no los amilanó, y lograron nuevamente llegar a una final, su segunda consecutiva, y novena en la década (Partiendo desde la temporada 2003-2004), donde enfrentaron a los Tiburones de La Guaira (quienes incidentalmente disputaban su primera instancia final luego de 25 años de ausencia), y en donde finalmente el 29 de enero de 2012, en Maracay, los de Aragua se coronan nuevamente campeones de la LVBP, en un sexto juego muy batallado por los bengalíes, y que dejó la serie final en 4 a 2.
Tras 2 temporadas de fracaso, sin presencia en la postemporada, generaron varios movimientos, el primero el despido del mánager más exitoso en la historia del equipo, Welby 'Buddy' Bailey el 13 de noviembre de 2013, durante la ronda regular de la temporada 2013-2014, siendo sustituido por Rodolfo Hernández, y segundo en el receso de la liga, la Fundación Tigres de Aragua, cambia de directiva, la cual llevará a una renovación de la plantilla de jugadores, dándole oportunidades a jugadores jóvenes de la filial, y realizando cambios con los otros equipos, movimientos que le dieron fruto en la temporada 2014-2015 (primera de la nueva directiva) al lograr la clasificación al Round Robin. Al año siguiente, con un roster renovado, tras clasificar con un nuevo formato de puntos, disputan la primera ronda de playoffs ganándole a Bravos de Margarita en 7 juegos, para luego derrotar en semifinales a los Tiburones de La Guaira (quienes eran dirigidos por Buddy Bailey), también en 7 encuentros, y coronar una exitosa temporada 2015-2016 derrotando en la final a los Navegantes del Magallanes en 6 juegos, tras perder los 2 primeros. Es de hacer notar que este último campeonato logrado es el primero obtenido por la divisa con un mánager criollo (Eduardo Pérez).

## Managers
| - José Antonio Casanova - Carlos Pascual - Calvin Ermer - Wilfredo Calviño - Roger Graig - Vern Rapp - Rod Carew - David Concepción | - Jim Frey - Ozzie Virgil - Roy Majtyka - Enrique Izquierdo - Remigio Hermoso - Bob Didier - Jim Fregosi - Jack Lind | - Jim Shellenback - Mark Bombard - Mike Hart - Rick Down - Grady Litle - Eddie Rodríguez - Alfredo Ortiz - Jesús Mares | - Essiel Sarmiento - Trey Hillman - Bill Plummer - Rodolfo "Popy" Hernández - Buddy Bailey - Luis Sojo - Carlos Subero - Eduardo Pérez | - Carlos García - Ramón Hernández - Óscar Salazar - Luis Ugueto - Clemente Álvarez - Aarom Baldiris - Jackson Melián - Wilfredo Romero - Russell Vásquez |

## Números retirados
| 11 Luis Aparicio SS Retirado de todos los equipos | 13 David Concepción "El Rey David" SS Retirado 1991 | 18 Jesús Méndez "El Chalao" OF - 1B Retirado 2007 | 20 Roberto Muñoz "El Caballo de Hierro" RP Retirado 1975 post mortem | 47 Rosman García "Ross" RP Retirado 2011 post mortem |

## Títulos obtenidos

### Palmarés Local
10 Títulos
- 1971-1972: Vs Tiburones de La Guaira
- 1974-1975: Vs Navegantes del Magallanes
- 1975-1976: Vs Cardenales de Lara
- 2003-2004: Vs Caribes de Oriente
- 2004-2005: Vs Leones del Caracas
- 2006-2007: Vs Navegantes del Magallanes
- 2007-2008: Vs Cardenales de Lara
- 2008-2009: Vs Leones del Caracas
- 2011-2012: Vs Tiburones de La Guaira
- 2015-2016: Vs Navegantes del Magallanes

### Serie del Caribe
Serie del Caribe del 2009 en Mexicali, México.

## Registros históricos en la LVBP
| Tigres Vs.[cita requerida] | Ganados       | Perdidos |
| Águilas del Zulia          | 242           | 223      |
| Cardenales de Lara         | 254           | 216      |
| Caribes de Anzoátegui      | 76            | 70       |
| Leones del Caracas         | 251           | 280      |
| Navegantes del Magallanes  | 225           | 240      |
| Tiburones de La Guaira     | 223           | 221      |
| Bravos de Margarita        | 95            | 87       |
| Totales                    | 1341 (49.87%) | 1344     |

## Premios de laLVBPa jugadores de Tigres de Aragua
| Premio              | Ganador | Temporada                                                   |
| Jugador Más Valioso | - Eduardo Pérez - Roberto Zambrano - Roberto Zambrano - Hernán Pérez - José Martínez "cafecito"                                | - 94-95 - 99-00 - 01-02 - 20-21 - 23-24                     |
| Pitcher del Año     | - Joe Ausanio - Richard Garcés - Willie Eyre - Horacio Estrada - Guillermo Moscoso                                             | - 90-91 - 94-95 - 2005-06 - 2006-07 - 2017-18               |
| Novato del Año      | - José Manuel Tovar - Virgilio Mata - Jesús "Chalao" Méndez - Elohim Sarmiento - Fernando Mejías - Ronny Cedeño - Carlos Tocci | - 65-66 - 69-70 - 85-86 - 88-89 - 94-95 - 2005-06 - 2016-17 |
| Regreso del Año     | - Alfredo Torres - Richard Garcés - Roberto Zambrano - Pedro Castellano - Pedro Castellano - Edgardo Alfonzo - Freddy Garcia   | - 88-89 - 93-94 - 95-96 - 98-99 - 01-02 - 11-12 - 17-18     |
| Productor del Año   | - Leonardo Hernández - Roberto Zambrano - Roberto Zambrano - Roberto Zambrano - José Vargas                                    | - 87-88 - 96-97 - 99-00 - 01-02 - 17-18                     |
| Relevista del Año   | - Joe Ausanio - Richard Garcés - Richard Garcés - Francisco Buttó                                                              | - 90-91 - 94-95 - 95-96 - 2005-06                           |
| Setup del Año       | - Yohan Pino - Aaron Thompson                                                                                                  | - 2011-12 - 2013-14                                         |
| Manager del Año     | - Buddy Bailey - Wilfredo Romero                                                                                               | - 2006-07 - 2022-23                                         |

## Roster de la Temporada 2019 - 2020
- Actualizado el 7 Enero de 2018

## Circuito radial
El Circuito radial de los Tigres de Aragua es dirigido por la emisora Aragüeña 99.5 FM para todo el país y Sonorama 94.5 FM.